# Musée historique de l'amitié franco-chinoise
 (mai 2025).
Le musée historique de l'amitié franco-chinoise (en chinois : 中国旅法勤工俭学蒙达尔纪纪念馆) est situé à Montargis dans le département du Loiret en région Centre-Val de Loire.
Le musée est créé par le gouvernement de la province chinoise du Hunan, qui a acheté le bâtiment dans le centre de Montargis en juin 2015 et inauguré le musée le 27 août 2016.
Le musée célèbre principalement le Mouvement Travail-Études, qui a permis à plus de 300 participants de venir à Montargis.

## Histoire et collections
Le musée occupe trois étages principaux d'une maison dans laquelle plusieurs étudiants chinois ont résidé à l'époque du Mouvement Travail-Études, au 15 rue Raymond-Tellier dans le centre historique de Montargis.
Il retrace la présence chinoise à Montargis dans les années 1910 et 1920, à partir d'une rencontre déterminante, le 16 novembre 1912, où l'éducateur Li Shizeng (1881-1973) persuade pour la première fois le conseil municipal de la ville de favoriser la venue d'étudiants chinois.
Le musée décrit les séjours à Montargis de plusieurs grandes figures chinoises de la première génération révolutionnaire, dont Deng Xiaoping (1904-1997) et Zhou Enlai (1898-1976), mais aussi Cai Chang (1900-1990), Cai Hesen (1895-1931), Chen Yi (1901-1972), Li Fuchun (1900-1975), Li Weihan (1896-1984), Nie Rongzhen (1899-1992), Xiang Jingyu (1895-1928) et Zhao Shiyan (1901-1927), entre autres.
Une section est également consacrée aux relations entre la Chine et la France depuis la reconnaissance diplomatique de la République populaire de Chine par le président de la République française Charles de Gaulle en 1964.